# Světový kongres Slováků
Světový kongres Slováků (SKS) byl ustanoven ve dnech 17. – 21. června 1971 na shromáždění zahraničních Slováků v Torontu, jako celosvětová organizace Slováků v zahraničí. 
Prvním předsedou shromáždění zvolilo Štefana Romana, který zastával funkci až do své smrti v roce 1988. Do května 1990 byl předsedou Dušan Tóth. Jeho následovníkem se stal hokejista Marián Šťastný.
Po programových neshodách se v roce 1996 z SKS vyčlenil Světový kongres Slováků žijících v zahraničí. Jeho předsedou se stal John Vacval.